# Хирвисаари, Лайла
Лайла Эллен Каарина Хирвисаари  до замужества — Хиетами (фин. Laila Hirvisaari, 7 июня 1938, Выборг, Финляндия — 16 июня 2021, Хельсинки, Финляндия) — финская писательница, сценаристка, драматург. Лауреат премии Pro Finlandia (1993). Лауреат Государственной премии Финляндии по литературе (1988).

## Биография
Отец Лайлы погиб во время Советско-финской войны (1941—1944). После войны вместе с семьёй была эвакуирована в западную часть Финляндии.
Первый роман писательницы «Lehmusten kaupunki» («Город лип») был опубликован в 1972 году и положил начало серии романов, включающий семь романов, последний из которых издан в 2004 г. о Лаппеенранте в Карелии.
Одна из самых любимых и читаемых  авторов в Финляндии, общий тираж её книг превышает 3 миллиона экз. Известна своими историческими романами и пьесами, не только романами, но и как сценарист и драматург, автор, в частности, пьес о Екатерине Великой и Маннергейме, шедших на сцене Национального театра страны.
За свою карьеру написала 41 роман и множество пьес. Кроме того, несколько её работ были инсценированы как на телевидении, так и на театральной сцене.
Является лауреатом многих премий, в том числе национальной Государственной литературной премии, награждена медалью «Pro Finlandia», удостоена звания почётного профессора.